# Coppa Italia 2019-2020 (hockey su ghiaccio)
La Coppa Italia 2019-2020 di hockey su ghiaccio è stata la 24ª edizione del torneo, per la quarta volta messo in palio fra le squadre partecipanti all'Italian Hockey League 2019-2020 (la ex Serie B).

## Formula
La disputa della Coppa Italia rimane anche per questa stagione appannaggio delle squadre iscritte nella cadetteria (denominata ora Italian Hockey League), ma con un cambiamento di formula. 
La disputa della Coppa Italia è riservata alle prime quattro squadre classificate al termine della prima fase della stagione regolare della Italian Hockey League 2019-2020, che si incontreranno in una final four da disputarsi in sede unica il 18 e 19 gennaio 2020.

## Qualificazione

### Classifica al termine della prima fase della stagione regolare di IHL
| Pos. | Squadra             | Pt | G  | V  | VOT | POT | P  | GF  | GS  |
| ---- | ------------------- | -- | -- | -- | --- | --- | -- | --- | --- |
| 1.   | Merano              | 51 | 20 | 16 | 1   | 1   | 2  | 87  | 36  |
| 2.   | Varese              | 45 | 20 | 14 | 1   | 1   | 4  | 100 | 46  |
| 3.   | Pergine             | 40 | 20 | 13 | 0   | 1   | 6  | 75  | 65  |
| 4.   | ValpEagle           | 35 | 20 | 11 | 1   | 0   | 8  | 81  | 53  |
| 5.   | Eppan-Appiano       | 31 | 20 | 8  | 2   | 3   | 7  | 56  | 62  |
| 6.   | Bressanone-Brixen   | 26 | 20 | 7  | 1   | 3   | 9  | 44  | 60  |
| 7.   | Kaltern-Caldaro     | 23 | 20 | 5  | 3   | 2   | 10 | 62  | 65  |
| 8.   | Alleghe             | 22 | 20 | 6  | 1   | 2   | 11 | 59  | 87  |
| 9.   | Unterland Cavaliers | 21 | 20 | 5  | 2   | 2   | 11 | 61  | 84  |
| 10.  | Valdifiemme         | 19 | 20 | 3  | 4   | 2   | 11 | 49  | 72  |
| 11.  | Como                | 17 | 20 | 3  | 3   | 2   | 12 | 65  | 101 |

Legenda:

      Ammesse alla final four di Coppa Italia 2019-2020
Note:

Tre punti a vittoria, due punti a vittoria dopo overtime o rigori, un punto a sconfitta dopo overtime o rigori, zero a sconfitta.

## Final Four

### Sede
La FISG ha annunciato il 4 gennaio 2020 la scelta della sede della final four di Coppa Italia, caduta sulla MeranArena di Merano.

### Tabellone
|  | Semifinali | Semifinali | Semifinali |        |   | Finale | Finale | Finale |  |
|  |            |            |            |        |   |        |        |        |  |
|  | 1          | Merano     | 5          |        |   |        |        |        |  |
|  | 1          | Merano     | 5          |        |   |        |        |        |  |
|  | 4          | ValpEagle  | 1          |        |   |        |        |        |  |
|  | 4          | ValpEagle  | 1          |        | 1 | Merano | 6      |        |  |
|  |            |            |            |        | 1 | Merano | 6      |        |  |
|  |            |            | 2          | Varese | 5 |        |        |        |  |
|  | 2          | Varese     | 2          | Varese | 5 | 7      |        |        |  |
|  | 2          | Varese     |            |        |   |        |        |        |  |
|  | 3          | Pergine    | 4          |        |   |        |        |        |  |

### Incontri

#### Semifinali
| Merano 18 gennaio 2020, ore 16:00 | Varese                           | 7 – 4 (1:2; 2:2; 4:0) referto | Pergine | MeranArena (1590 spett.)\| Arbitri: \| Patrick Theo Gruber Thomas Egger \| |
| Arbitri:                          | Patrick Theo Gruber Thomas Egger |                               |         |                                                                            |

| Merano 18 gennaio 2020, ore 20:00 | Merano                             | 5 – 1 (0:1; 2:0; 3:0) referto | ValpEagle | MeranArena (1450 spett.)\| Arbitri: \| Leandro Soraperra Simone Soraperra \| |
| Arbitri:                          | Leandro Soraperra Simone Soraperra |                               |           |                                                                              |

#### Finale
| Arbitri: | Luca Cassol Fabio Lottaroli |

| |           | |
| 4:41 Ansoldi 6:59 Nardi (Thomas Mitterer) 9:27 Ansoldi (Carpino, Terzago) 27:03 Borgatello (Morén, Ansoldi) 38:52 Terzago (Gruber, Radin) 44:10 Nardi | Marcatori | 27:41 Vanetti (Schina, Tedesco) 28:52 Schina (M. Borghi, Tedesco) 47:57 M. Borghi (Schina) 49:41 Tedesco (Ilić, M. Borghi) 52:23 F. Borghi (Schina, Franchini) |

- Vincitrice Coppa Italia:  L'Hockey Club Merano si è aggiudicato la sua prima Coppa Italia.